# 제해권

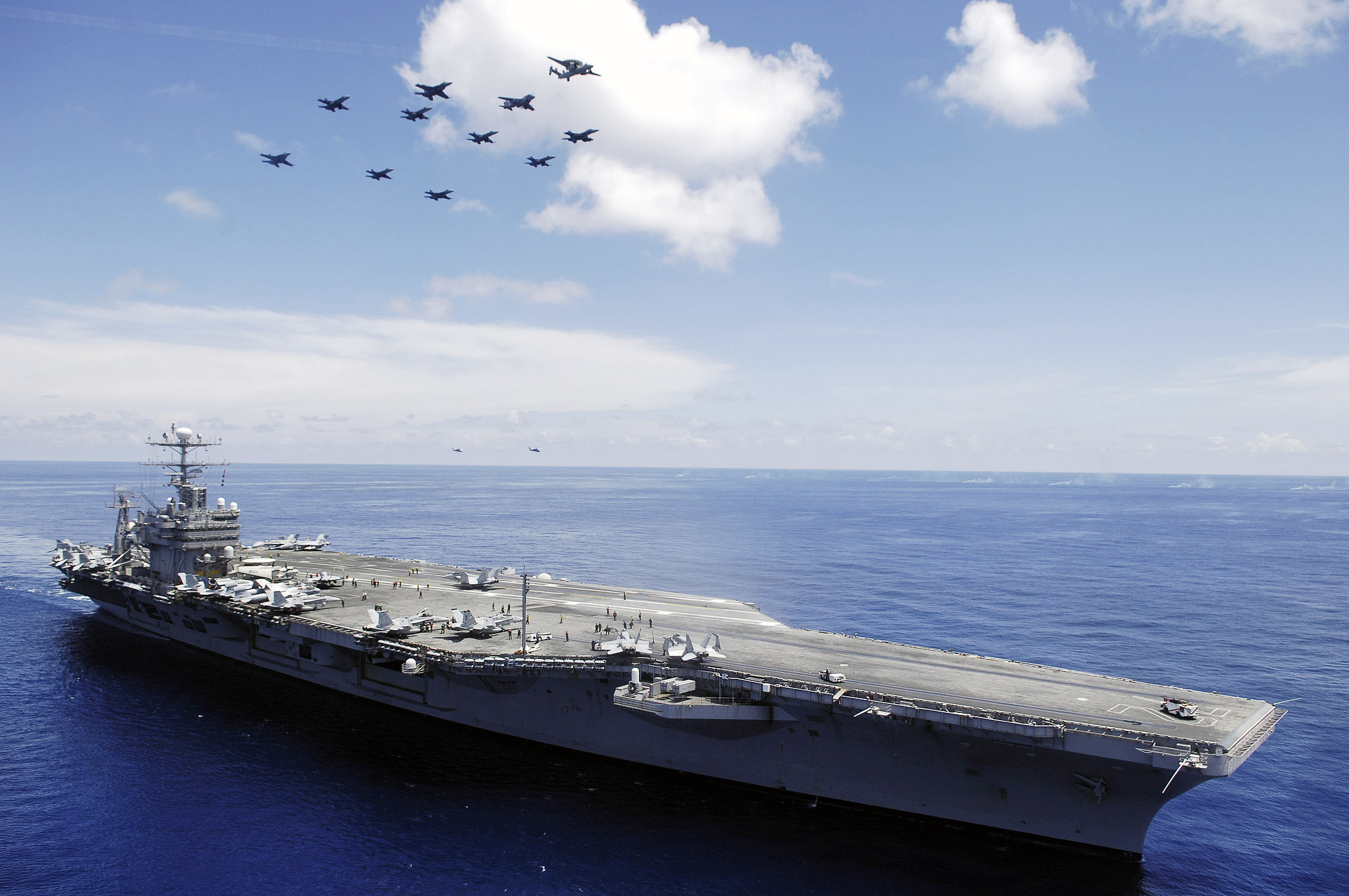
USS 에이브러햄 링컨, 미국 해군 항공모함은 전 세계적인 해상 전력투사 수단이다.

제해권(Command of the sea) 또는 해상 지배 또는 해상 통제는 특정 해군이 통제하는 특정 해역에 대한 힘에 관한 해군 군사 개념이다. 해군은 적대국이 직접 공격할 수 없을 정도로 강력할 때 제해권을 가진다. 이러한 우위는 주변 해역 (즉, 연안)에 적용될 수 있으며, 멀리 대양으로 확장되어 해당 국가가 대양해군을 보유하고 있음을 의미할 수도 있다. 이는 제공권의 해군판이다.
제해권을 가지면 한 국가(또는 동맹)는 자국의 군사 및 상선이 자유롭게 이동할 수 있도록 보장하는 반면, 적대국은 항구에 머물거나 이를 회피하려고 시도해야 한다. 또한 수륙양용전의 자유로운 사용을 가능하게 하여 지상 기반 전략 옵션을 확장할 수 있다. 영국 영국 왕립 해군은 18세기부터 20세기 초까지 팍스 브리타니카 기간의 대부분 동안 제해권을 유지하여 영국과 그 동맹국이 전쟁 시 쉽게 무역하고 병력과 보급품을 이동할 수 있도록 했지만, 적대국은 그렇게 할 수 없었다. 제2차 세계 대전 이후에는 미국 해군이 제해권을 가졌다.
대양해군으로 운용될 수 있는 해군은 소수에 불과하지만, "많은 국가들이 지역해군을 대양해군으로 전환하고 있으며, 이는 외국의 배타적 경제 수역[연안 구역에서 200해리(370km)]의 군사적 사용을 증가시켜 EEZ 체제에 잠재적인 영향을 미칠 것이다."

## 범선 시대의 역사적 제해권

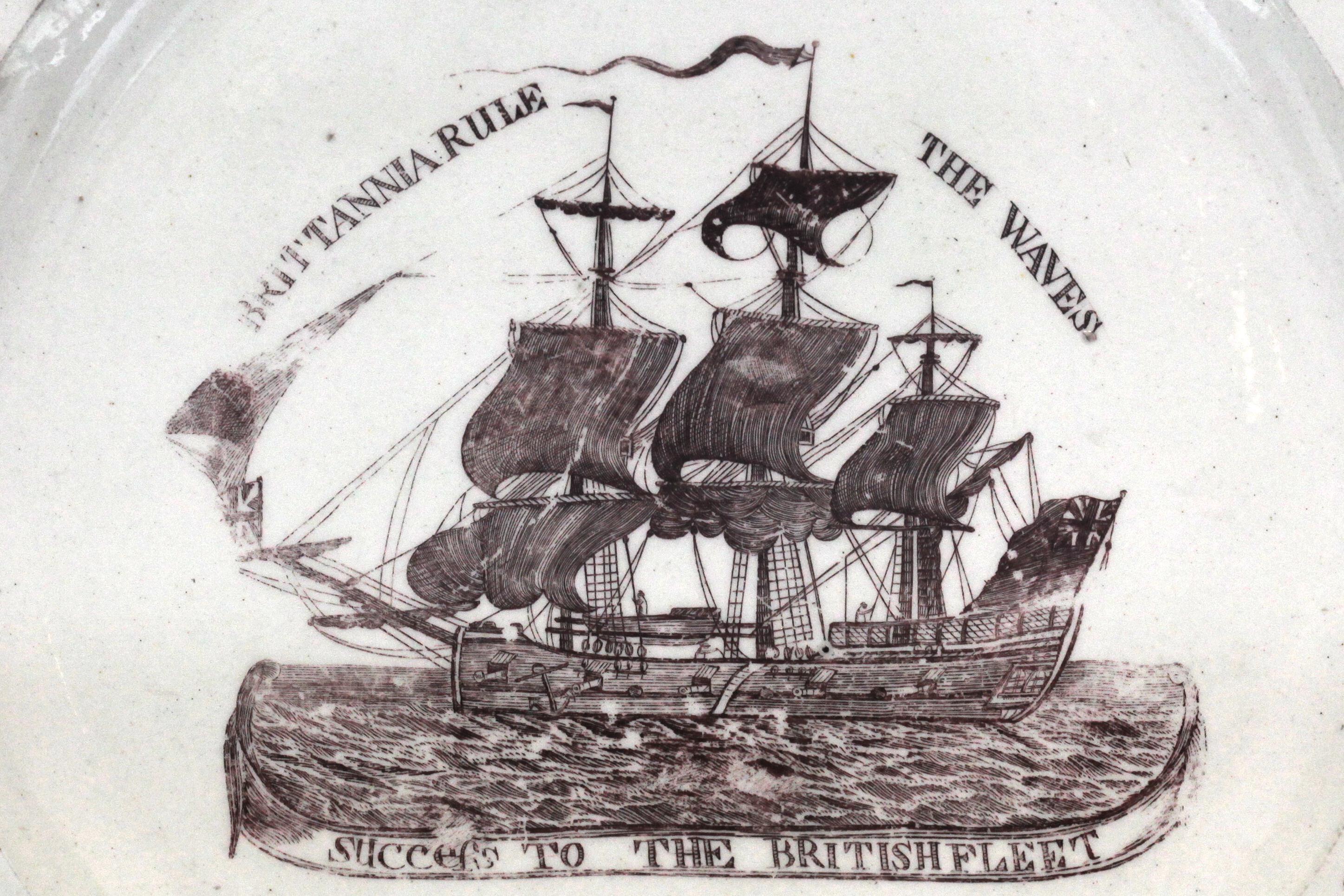
대영제국이 바다를 지배한다: 1793-1794년경 리버풀에서 제작된 장식 접시 (프랑스 혁명 박물관).

### 국가 역량
역사적으로 많은 강대국들은 평화 시에도 제해권을 확장하려 시도했으며, 공해를 이용하는 선박에 세금이나 다른 제한을 부과했다. 예를 들어, 베네치아는 아드리아해를 주장하며 북부 해역을 항해하는 선박에 무거운 통행료를 부과했다. 제노아와 프랑스는 각각 서부 지중해의 일부를 주장했다. 덴마크와 스웨덴은 발트해를 서로 공유한다고 주장했다. 스페인은 태평양과 멕시코만에 대한 지배권을 주장했고, 포르투갈은 인도양과 모로코 남부의 모든 대서양에 대한 지배권을 주장했다(Hall, 148-9).

### 비대칭적 대응책
범선 시대 동안 다른 강대국의 제해권에 대한 두 가지 주요 대응책은 밀수와 사략이었다. 밀수는 한 국가가 봉쇄 상태에서도 무역(및 식량 및 기타 필수품 확보)을 계속할 수 있도록 도왔고, 사략은 약한 강대국이 강한 강대국의 무역을 방해할 수 있도록 했다. 이처럼 비대칭전의 예인 이러한 조치들은 비정부적이고 때로는 범죄 조직에서 나왔기 때문에 강한 정부들에게는 불리하게 작용했다. 1856년 파리 선언은 사략을 금지했다. 그 조약은 비교적 소수의 국가만이 비준했지만, 해상의 관습법이 되었다.

## 증기 시대의 역사적 제해권
사략과 유사한 보다 현대적인 대응책은 제1차 세계 대전과 제2차 세계 대전 동안 독일이 주로 대서양, 지중해, 발트해에서 연합군 상선을 공격하기 위해 잠수함전을 사용한 것이었다.

## 해군 항공 시대의 역사적 제해권
제2차 세계 대전 동안, 항공기 또한 제해권에 대한 효과적인 대응책이 되었는데, 이는 함선들이 공중 공격에 잘 방어할 수 없었기 때문이다. 영국 본토 항공전은 독일이 영국 왕립 공군을 제거하려는 시도였는데, 이는 영국 왕립 공군이 공중 공격으로부터 영국 왕립 해군을 방어할 수 없게 하고 심지어 영국 본토에 대한 해상 침공을 허용하기 위함이었다. 태평양에서 일본의 제2차 세계 대전 전체 해군 전략은 연합군 해군력을 대규모로 파괴함으로써 제해권을 확보하는 것이었지만, 그들의 함대는 레이테만 전투에 의해 파괴되거나 무력화되어 연합군에게 제해권을 내주었다.

## 현대적 제해권

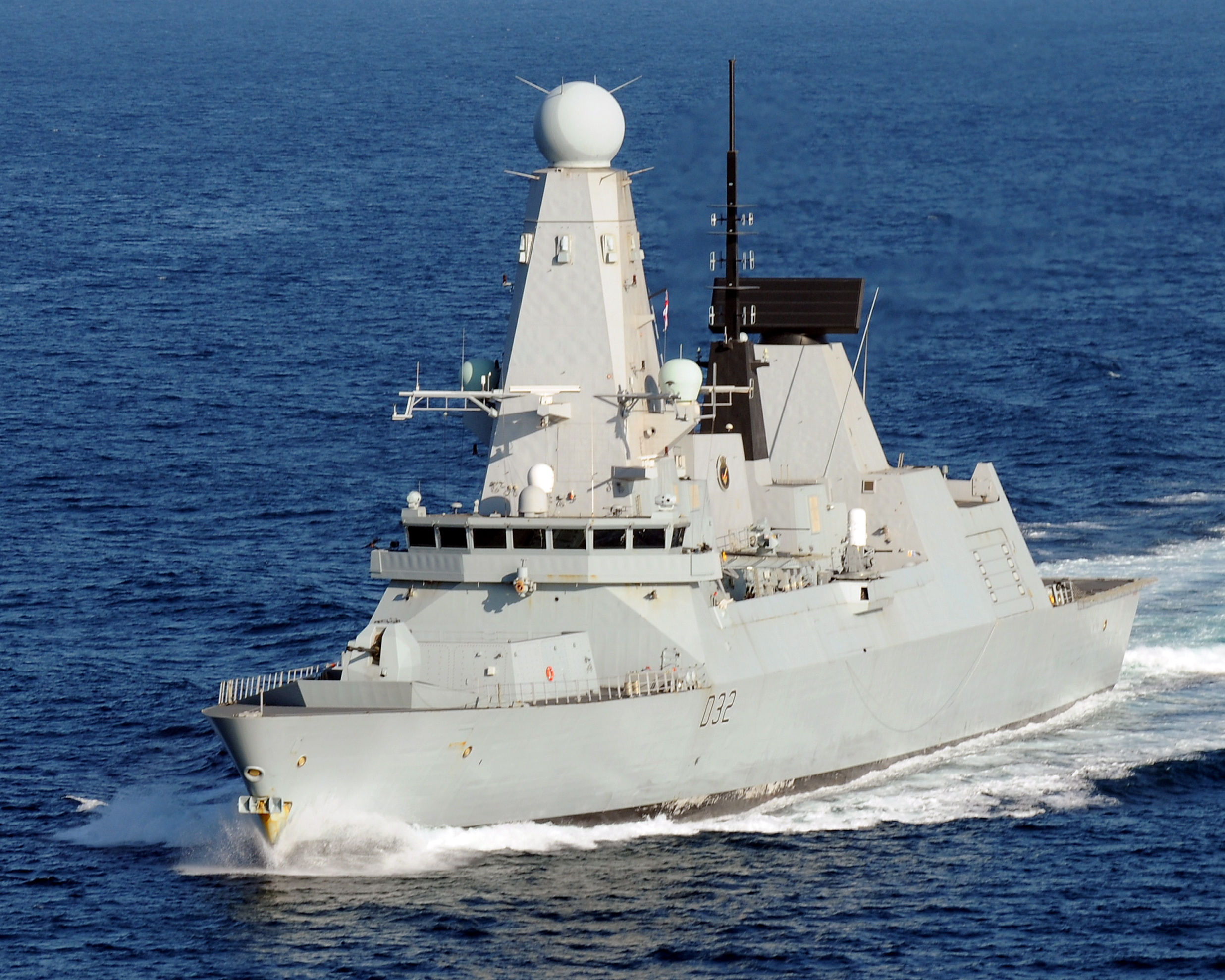
HMS 데어링, 영국 왕립 해군의 Type 45 유도 미사일 구축함이다.

감시 위성 및 대규모 잠수함 탐지 시스템에 접근할 수 있는 선진 해군은 해상에서 거의 기습당하지 않지만, 모든 곳에 있을 수는 없다. 선진 해군의 개별 함선은 해상(예: 페르시아만을 순찰하던 중 이라크 항공기에서 발사된 대함 미사일에 피격된 USS Stark) 또는 항구(예: USS Cole에 대한 자살 공격)에서 취약할 수 있다.
"대양" 해군력은 함대가 "공해"에서 작전할 수 있음을 의미한다. 전통적으로 해안 연안해군, 연안 구역에서 200해리(370 km)까지 작전하는 해군과 대양 항해 대양해군 사이에 구별이 있었지만, 미국 해군은 새로운 용어인 "지역해군"을 만들었다. 이는 많은 국가의 해안 잠수함과 고속 공격정, 상당수 강대국의 대형 연안 전투 코르벳함 및 유사 선박, 그리고 구형 LST부터 복잡한 S/VTOL 항공모함 및 기타 특수 선박에 이르는 상륙함정을 지칭한다.
현대전에서 대양해군은 수중, 수상, 공중 위협으로부터 자급자족적인 전력 보호와 지속 가능한 군수 보급 능력을 의미하며, 이는 원거리에서의 지속적인 존재를 가능하게 한다. 일부 해양 환경에서는 이러한 방어가 북극 빙붕과 같은 자연 장애물에 의해 제공된다.
미국 해군은 대잠 헬리콥터와 경항공방어용 STOVL 전투기를 갖추고 있지만 전력투사에 적합할 만큼 크지 않은, 저렴한 가격의 수상 및 수중 제해권 함정 개념인 해상 통제함을 연구했다. 이 소형 항공모함은 미국이 건조하지 않았지만, 주력 수송 헬리콥터 대신 STOVL 전투기와 대잠 헬리콥터를 탑재한 장갑 강습상륙함이 보조적인 해상 통제 임무를 수행하고 있다.

### 현대적 제해권의 요구사항
포클랜드 전쟁 당시 영국은 장거리 공중조기경보통제 시스템(AWACS)이 부족하여 아르헨티나 공격기가 함정 레이더 시야에 거의 동시에 들어와 대함 미사일을 발사하고, 폭격 공격을 하기 얼마 전에야 파악되어 함정 손실과 주요 피해가 발생했다. 많은 해군들이 이 교훈을 배웠다. STOVL 항공모함을 보유한 많은 해군들은 영국과 스페인의 웨스틀랜드 시 킹 AEW, 이탈리아의 EH-101 AEW, 러시아의 Ka-31 AEW 헬리콥터와 같은 헬리콥터 탑재 AWACS를 개발했다. 최근 프랑스는 새로운 대형 CATOBAR 항공모함과 함께 미국 E-2 호크아이 AWACS 항공기를 획득했다.
대양해군과 지역해군의 차이에 대한 예시: "...첫 번째는 중국 인민해방군 해군이 중국의 영해를 보호하고 대만 해협과 남중국해에서 영유권 주장을 강제할 수 있도록 하는 '지역 적극 방어'가 되어야 한다. 두 번째 단계는 서태평양으로 전력을 투사할 수 있는 대양해군을 개발하는 것이다... 류[1982-88년 인민해방군 해군 사령관 및 1989-97년 중앙군사위원회 부주석]는 대양해군 능력을 충족시키기 위해서는 인민해방군 해군이 항공모함을 획득해야 한다고 믿었다..." 항공모함은 다른 특수 선박과 함께 항공모함 타격단에 배치되어 수중, 수상 및 공중 위협으로부터 보호를 제공한다.
대양해군에 대한 명확한 정의가 없으므로 그 지위는 논란의 여지가 있다. 해군 항공의 중요성을 감안할 때, 이 용어는 대양에서 작전할 수 있는 항공모함의 유지와 강하게 연관되어 있다고 볼 수 있다. "80년대 초반, 오스트레일리아의 마지막 항공모함인 HMAS 멜버른을 교체해야 하는지에 대한 격렬하고 매우 공개적인 논쟁이 벌어졌다. 오스트레일리아 왕립 해군 고위 관계자들은 항공모함이 없으면 오스트레일리아가 모든 종류의 위협에 취약할 것이라고 경고했다. 한 전직 해군 사령관은 우리가 (오스트레일리아가) 더 이상 대양해군(우호적인 해안에서 멀리 떨어진 곳에서 작전할 수 있는 해군)을 가질 수 없을 것이라고까지 주장했다." 그러나 태국 왕립 해군은 해양 항공모함을 운용하지만, RTN은 절대적으로 "대양해군"이 아니다.

### 부과된 통제에 대한 대응책
대양해군은 다른 국가의 연안으로 제해권을 투사할 수 있지만, 역량이 떨어지는 세력의 위협에 취약한 상태로 남아 있다. 원거리에서의 지속과 물류는 높은 비용을 초래하며, 지상 기반 항공 또는 지대지 미사일 자산(지형 추적 또는 탄도 궤적 여부), 디젤-전기 잠수함, 또는 고속 연안 공격정(FIAC)과 같은 비대칭 전술을 통해 배치된 병력에 대한 포화 우위를 가질 수 있다. 이러한 취약성의 한 예는 2000년 10월 아덴에서 발생한 USS 콜 폭탄 테러였다. 이러한 위협에 대응하여 미 해군은 연안전투함(LCS)을 개발했다.

## 같이 보기
- 배틀플랜 (다큐멘터리 TV 시리즈)
- 제공권
- 해군 봉쇄
- 해상 거부
- 앨프리드 세이어 머핸
- 해양 공화국
- 해양 세력
- 해양제국

### 내용주
1. ↑  Skaridov, Alexander S., 《Naval activity in the foreign EEZ—the role of terminology in law regime》, St. Petersburg Association of the Law of the Sea, 7 Kazanskaya St., St. Petersburg 191186, Russia, Available online 11 November 2004, 2006년 10월 17일에 원본 문서에서 보존된 문서
2. ↑   본 문서에는 현재 퍼블릭 도메인에 속한 브리태니커 백과사전 제11판의 내용을 기초로 작성된 내용이 포함되어 있습니다.
3. 1 2  Storey, You; Ji (Winter 2004), “China's aircraft carrier ambitions: seeking truth from rumors”, 《Naval War College Review》
4. ↑  “Q&A with Adm. Michael G. Mullen 2006 CNO's Guidance Release Media Roundtable Pentagon, Washington, DC 13 October 2005”. 2019년 10월 15일에 원본 문서에서 보존된 문서. 2008년 2월 4일에 확인함.
5. ↑  Why buy Abrams Tanks? We need to look at more appropriate options By Gary Brown - posted Wednesday, 31 March 2004
6. ↑  EDP24 Frontline – the gateway to East Anglia's Armed Forces 보관됨 2007-11-30 - 웨이백 머신
7. ↑  TNO Presentation
8. ↑  “Protecting Naval Surface Ships from Fast Attack Boat Swarm Threats”. 2007년 1월 16일에 원본 문서에서 보존된 문서. 2008년 2월 4일에 확인함.

## 더 읽어보기
- Baer, George W. One Hundred Years of Sea Power: The U.S. Navy, 1890–1990 (Stanford University Press, 1993).
- Beiriger, Eugene Edward. “Building a Navy ‘Second to None’: The U.S. Naval Act of 1916, American Attitudes toward Great Britain, and the First World War," British Journal for Military History 3, no. 3 (2017): 4–29. https://bjmh.gold.ac.uk/article/view/755/877.
- Bruns, Sebastian. US Naval Strategy and National Security: The Evolution of American Maritime Power (Routledge, 2018).
- Caverley, Jonathan D., and Peter Dombrowski. "Too important to be left to the admirals: the need to study maritime great-power competition." Security Studies 29#4 2020 pp.579–600 https://doi.org/10.1080/09636412.2020.1811448
- Gray, Colin S. The Leverage of Sea Power: The Strategic Advantage of Navies in War (Free Press, 1992)
- Grove, Eric. The future of sea power (Taylor & Francis, 2021) online.
- Grygiel, Jakub J. "The Limits of Sea Power." Naval War College Review 74.4 (2021): 95–110. online
- Heginbotham,  Eric.  and Richard J. Samuels. “Active Denial: Redesigning Japan’s Response to China’s Military Challenge,” International Security 42#4 (2018): 128–69.

- Hou, Kuang-hao. "The Social Construction of the Ocean, Sea Power, and Maritime Transformation." Journal of Political & Military Sociology 50.1 (2023).

- Kennedy, Paul. “The Influence and the Limitations of Sea Power,” International History Review 10#1 (1988): 2–17.
- Kirchberger, Sarah. Assessing China’s Naval Power: Technological Innovation, Economic Constraints, and Strategic Implications (Springer-Verlag GmbH, 2018).
- Lambert, Nicholas A. The Neptune Factor: Alfred Thayer Mahan and the Concept of Sea Power (Naval Institute Press, 2024).
- Lambert, Nicholas A. Planning Armageddon: British Economic Warfare and the First World War (Harvard University Press, 2012).
- Lambert, Andrew. Seapower States: Maritime Culture, Continental Empires and the Conflict that Made the Modern World (Yale UP, 2018)
- Mahan, Alfred Thayer. Mahan on Naval Strategy: Selections from the Writings of Rear Admiral Alfred Thayer Mahan (Naval Institute Press, 1991).
- Mahan, Alfred Thayer. The Influence of Sea Power upon History (1890)
- Morton, John Fass. Sea Power and the American Interest: From the  Civil War to the Great War (Naval Institute Press, 2024) online review of this book
- Semmel, Bernard. Liberalism and naval strategy: ideology, interest and sea power during the Pax Britannica (Routledge, 2023).
- Till,  Geoffrey. Seapower: A Guide for the Twenty-First Century (2nd ed. Routledge, 2009)
- Young, Thomas-Durell. “NATO’s Selective Sea Blindedness: Assessing the Alliance’s New Navies,” Naval War College Review 72#3 (2019): 13–39.

- Zafar, Javed. "The Elements of Sea Power and the Indo-Pacific Strategy of the West Asian Region." MJIR| Malaysian Journal of International Relations 11.1 (2023): 20–42. online